# Plourhan
Plourhan é uma comuna francesa na região administrativa da Bretanha, no departamento Côtes-d'Armor. Estende-se por uma área de 17,22 km². Em 2010 a comuna tinha 2 029 habitantes (densidade: 117,8 hab./km²).